# TX-0

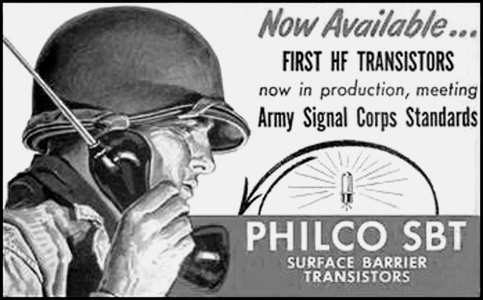
Philco felületi záróréteges tranzisztor hirdetése – ezek voltak az első nagyfrekvenciás tranzisztorok, amelyekkel a TX-0 számítógépet is felépítették

A TX-0 egy korai, tranzisztoros felépítésű számítógép volt az 1950-es években az Egyesült Államokban. A TX-0 az angol Transistorized Experimental computer zero kifejezés rövidítése, azaz nulladik tranzisztoros kísérleti számítógép, de a gépet az építők és felhasználók csak tixóként emlegették egymás között. A gép teljesen tranzisztorokkal épült fel, memóriája egy akkoriban hatalmasnak számító, 64k (kilo-) 18 bites szóból álló mágneses ferritgyűrűs memória volt. A TX-0 építése 1955-ben kezdődött és 1956-ban fejeződött be. Folyamatosan használták az 1960-as években az MIT-n. Körülbelül 3600 Philco nagyfrekvenciás felületi záróréteges tranzisztort tartalmazott, ezek voltak az első, nagy sebességű számítógépek számára megfelelő tranzisztorok. A TX-0 és közvetlen utódja, az eredeti PDP-1, a számítógépkutatás és -fejlesztés úttörő alkotásai voltak, ezek alapozták meg a további fejlődést és eredetileg ezeken a gépeken alakult ki a számítógépes "hacker" kultúra.

## Háttér
Az MIT Lincoln Laboratóriumában tervezték egy nagyszabású kísérlet keretében, amelyben a tranzisztoros kialakítást és a nagyon nagy ferritmag-memóriás rendszerek építését tanulmányozták. A TX-0 lényegében a hasonlóan híres Whirlwind elektroncsöves számítógép tranzisztorokkal felépített változata, amit szintén a Lincoln Laboratóriumban építettek. Miközben a Whirlwind betöltötte egy nagy épület teljes alapterületét, a TX-0 elfért egy átlagos méretű szobában és még valamivel gyorsabb is volt. A Whirlwind-hoz hasonlóan, a TX-0 is fel volt szerelve egy vektoros kijelzőrendszerrel, amely a számítógép 18 bites kimeneti regiszteréhez csatlakozó 7×7 hüvelykes munkafelületű, 12 collos oszcilloszkóp volt, és lehetővé tette pontok és vektorok megjelenítését, maximálisan 512×512 képernyőpont felbontással.
A TX-0 egy 18 bites számítógép, 16 bites címtartománnyal, ami maximálisan 65 536 memóriaszó elérését teszi lehetővé. A gép utasításkészletében a gépi szó első két bitje jelölte ki az utasítást, a fennmaradó 16 bit a memóriahely megjelölésére szolgált vagy az operandust tartalmazta a speciális „operate” (működj) utasításhoz. Két bit összesen négy utasítást kódolhat, ennek megfelelően a gép 3 alaputasítása a tárolás, összeadás, és a feltételes elágazás. A negyedik utasítás, a „működj” (operate), további operandusokkal rendelkezik és lehetővé teszi a hozzáférést számos „mikroutasításhoz”, amelyek önmagukban is használhatók, vagy egymással kombinálva sok más hasznos utasítás alakítható ki belőlük. Egy összeadás utasítás végrehajtási ideje 10 mikroszekundum volt, ami azt jelenti, hogy a gép 1 másodperc alatt 100 000 összeadást végezhetett, ami 0,1 MIPS sebességnek felel meg.
A gép logikáját Wesley A. Clark tervezte, a technikai fejlesztést Ken Olsen (DEC alapító) felügyelte.

## Fejlesztés
A TX-0 sikeres befejezésével a munka azonnal a sokkal nagyobb és összetettebb TX-1 felé fordult. Ez a projekt azonban, belső összetettsége miatt, nemsokára nehézségekbe ütközött, így a nagyszabású célokat kissé visszafogva áttervezték egy kisebb rendszerré, amelyet végül sikerült megépíteni: ez lett az 1958-ban elkészült TX-2. Mivel akkoriban a ferritmagos memória igen drága volt, a TX-0 memóriájának egyes részeit kiszerelték és a TX-2 projektben használták fel. Egy idő után a projekt vezetői a TX-0-t már nem akarták a Lincoln Laboratóriumban tartani, ezért 1958 júliusában (határozatlan időre) „kölcsönadták” az MIT Elektronikai Kutatólaboratóriumának (RLE), ahol az rögtön egy olyan kutatás központi tárgyává vált, amiből végül kialakult az MIT Mesterséges Intelligencia Laboratóriuma és az eredeti számítógépes „hacker” kultúra.
A Lincoln Laboratóriumból átszállított gépben mindössze csak 4 K memória maradt, de a gyakorlatias kutatók felismerték, hogy ehhez a memóriamérethez már nincs szükség 16 bitre a címábrázoláshoz, tehát bitek szabadulnak fel, amiket utasítások kódolására is fel lehet használni. Körülbelül másfél év elteltével az utasításbitek számát négyre növelték, ami 16 utasítást tett lehetővé, és kialakítottak egy új indexregisztert is. Ez drámaian megnövelte a gép programozhatóságát, és még mindig maradt hely egy későbbi 8 K-ra való memóriabővítésnek (a négy utasításbit és az egybites index-jelzőbit 13 bitet hagyott a címzésnek). Ezzel az módosított TX-0-változattal több számítástechnikai eredményt értek el, így például ezen történt a beszéd- és kézírás-felismerés, valamint az ilyen projektekhez szükséges eszközök első változatainak fejlesztése, a szövegszerkesztő és hibakereső szoftvereket (debugger) is beleértve.
Eközben a TX-2 projekt akadozott, fejlesztése nehézségekbe ütközött, emiatt a Lincoln Laboratóriumban számos csapattag úgy döntött, hogy elhagyja a projektet és saját vállalkozást indít. Az újonnan alakult Digital Equipment Corporation (DEC) eleinte a TX-2 tervezetben szerzett tapasztalatokon alapuló egyszerű logikai elemeket gyártott és forgalmazott, „laboratóriumi modulok” formájában. 1958-ban a cég elhatározta, hogy készít egy „megtisztított” TX-0 kialakítást; ennek a prototípusa 1959-ben el is készült, majd a szériában gyártott gépet 1961-ben forgalmazni kezdték PDP-1 néven. Egy évvel később a DEC cég a PDP-1-es gép fejlesztési prototípusát az MIT-nek ajándékozta. Ezt a TX-0 melletti szobában állították fel, és a két gép egymás mellett működött majdnem egy évtizeden át.
A TX-0 főbb alkatrészei jelenleg a Lincoln Laboratórium könyvtárában vannak kiállítva. A könyvtár csak a Lincoln Laboratórium dolgozói számára hozzáférhető. 1983-ban a TX-0 még mindig működött, egy televíziós sorozat adásában be is mutatják, amint egy labirintus-alkalmazást futtat.

## Fordítás
Ez a szócikk részben vagy egészben  a   TX-0 című angol Wikipédia-szócikk ezen változatának fordításán alapul.  Az eredeti cikk szerkesztőit annak laptörténete sorolja fel. Ez a jelzés csupán a megfogalmazás eredetét és a szerzői jogokat jelzi, nem szolgál a cikkben szereplő információk forrásmegjelöléseként.